# Ma jeunesse fout le camp…
Albums de Françoise Hardy
La Maison où j'ai grandi
(1966) En anglais
(1968)
Ma jeunesse fout le camp… est le septième album, édité en France et à l'étranger, de la chanteuse Françoise Hardy. L’édition originale est parue en France, en novembre 1967.

## Asparagus
En novembre 1967, les contrats signés 5 ans auparavant avec les Disques Vogue et les éditions Alpha arrivent à expiration.
Pressentant des désirs d’indépendance parmi les chanteurs, le directeur artistique (Jacques Wolfsohn), prend les devants et conseille à Françoise Hardy de créer sa propre maison de production.
La société, baptisée « Asparagus » par la chanteuse, compte 2 associés : Jacques Wolfsohn et Léon Cabat (PDG de Vogue). La maison de disques, quant à elle, continue d’assurer la fabrication et la distribution des disques désormais facturés à la chanteuse.
Apparemment, ces dispositions permettent à Françoise Hardy d’être maîtresse de son travail (avec la collaboration de son agent, Lionel Roc) et lui offrent la possibilité de contrôler la gestion de ses revenus. Il n’en reste pas moins qu’elle demeure sous la tutelle de Vogue par le biais de ses associés ; ce qui va générer des conflits.

## Éditions originales
France, novembre 1967 : disque microsillon 33 tours/30cm., Ma jeunesse fout le camp…, Production Asparagus/disques Vogue/Vogue international industries (CLD 720), stéréo/mono.
Pochette ouvrante : photographies réalisées par Jean-Marie Périer (Salut les copains).
 France, novembre 1967 : cassette audio, Ma jeunesse fout le camp…, Production Asparagus/disques Vogue, Vogue international industries (B. VOC.38), stéréo/mono.

### Liste des chansons
Les 12 chansons qui composent le disque ont été enregistrées en stéréophonie. Françoise Hardy est accompagnée par les orchestres de Charles Blackwell, de John Paul Jones, de Jacques Dutronc et de Jacques Denjean.

Production Asparagus, sauf Qui peut dire ? (A 6) et Voilà (B 11), ultimes titres produits par Vogue.
| 1. | Ma jeunesse fout le camp                       | Guy Bontempelli  | Guy Bontempelli  | Charles Blackwell | 3:05 |
| 2. | Viens là                                       | Françoise Hardy  | Françoise Hardy  | Charles Blackwell | 2:25 |
| 3. | Mon amour adieu (Baby Goodbye)                 | Françoise Hardy  | Tina Hasell      | Charles Blackwell | 2:20 |
| 4. | La Fin de l’été (À la fin de l’été… [Tu sais]) | Jean-Max Rivière | Gérard Bourgeois | Charles Blackwell | 2:35 |
| 5. | En vous aimant bien                            | Françoise Hardy  | Françoise Hardy  | John Paul Jones   | 2:15 |
| 6. | Qui peut dire ?                                | Françoise Hardy  | Françoise Hardy  | Jacques Dutronc   | 2:05 |

| 1. | Des ronds dans l'eau                  | Pierre Barouh         | Raymond Le Sénéchal | Charles Blackwell | 2:25 |
| 2. | Il n’y a pas d’amour heureux          | Poème de Louis Aragon | Georges Brassens    | Charles Blackwell | 2:20 |
| 3. | Il est trop loin (Elle est trop loin) | Daniel Ortis          | Danyel Gérard       | Charles Blackwell | 3:40 |
| 4. | Mais il y a des soirs                 | Françoise Hardy       | Françoise Hardy     | John Paul Jones   | 2:10 |
| 5. | Voilà                                 | Françoise Hardy       | Françoise Hardy     | Jacques Denjean   | 3:20 |
| 6. | C’était charmant                      | Françoise Hardy       | Françoise Hardy     | Charles Blackwell | 1:55 |

## Discographie liée à l’album
– EP (Extended Playing) = Disque microsillon 45 tours 4 titres (super 45 tours)
– LP (Long Playing) = Disque microsillon 33 tours
– CD (Compact Disc) = Disque compact

### Première édition française des chansons
Nota bene : Dans les années soixante, l’industrie discographique française est axée en priorité sur la vente de super 45 tours. Les nouvelles chansons de Françoise Hardy sont donc d’abord éditées sur ces supports.
- Juin 1967 : EP, Production Asparagus (2 et 4)/disques Vogue/Vogue international industries (EPL 8566)[10].

1. Voilà (F. Hardy)
2. Au fond du rêve doré (F. Hardy)
3. Qui peut dire ? (F. Hardy)
4. Les Petits Garçons (F. Hardy)

- Septembre 1967 : EP, Production Asparagus/disques Vogue/Vogue international industries (EPL 8595).

1. Des ronds dans l'eau (Pierre Barouh / Raymond Le Sénéchal), du film « Vivre pour vivre » de Claude Lelouch).
2. En vous aimant bien (F. Hardy).
3. Viens là (F. Hardy).
4. Mon amour adieu (Baby Good Bye), (F. Hardy, adaptation du texte de Tina Hasell / Tina Hasell).

- Novembre 1967 : EP, Production Asparagus/disques Vogue/Vogue international industries (EPL 8613).

1. Ma jeunesse fout l'camp (Guy Bontempelli).
2. Mais il y a des soirs (F. Hardy).
3. Il n’y a pas d’amour heureux (poème de Louis Aragon / Georges Brassens).
4. C’était charmant (F. Hardy).

### Premières éditions étrangères de l’album
- Afrique du Sud, 1968 : LP, Ma jeunesse fout le camp…, World Record (ORL 6016).

- Australie, 1968 : LP, Ma jeunesse fout le camp…, Phono Vox (LPV 005).

- Canada, 1968 : LP, Ma jeunesse fout le camp…, disques Vogue/Vogue international industries (VC 6020).

- Royaume-Uni, 1968 : LP, Il n’y a pas d’amour heureux, United Artists (ULP 1191)[11].

- États-Unis, 1969 : LP, Mon amour adieu, Reprise Records (RS 6345)[12].

### Rééditions françaises de l’album
- 1967 : LP (Pochette non ouvrante), Ma jeunesse fout le camp..., Kundalini/Vogue (CLD 720).

- 1995 : CD (digipack), Ma jeunesse fout le camp..., Kundalini/Vogue/Virgin (7243 8 40501 2 2)[13].

- 1995 : CD (jewelcase), Ma jeunesse fout le camp..., Kundalini/Vogue/Virgin (7243 8 40637 2 6).

- 2000 : CD (digipack), Ma jeunesse fout le camp..., Kundalini/Vogue/Virgin (7243 8 40501 2 2)[14].

- 2014 : CD (pochette cartonnée), Ma jeunesse fout le camp..., Parlophone/Warner Music France (5 05419 219451)[15].

- Novembre 2014 : CD (jewelcase), Ma jeunesse fout le camp…, Kundalini/Vogue/Parlophone (7243 8 406372 6).

- 2 décembre 2016 : LP vinyle 180g (Pochette ouvrante), Ma jeunesse fout le camp…, Parlophone/Warner Music France (0190295 993535).

### Rééditions étrangères de l’album
- Japon, 2003 : CD (jewelcase), Ma jeunesse fout le camp…, Virgin (TOCP 67222).

- Japon, décembre 2016 : CD (jewelcase), Ma jeunesse fout le camp…, Parlophone/Warner Music (WPCR-17553).

- Europe, décembre 2016 : LP vinyle 180g (pochette ouvrante), Ma jeunesse fout le camp…, Parlophone/Warner Music France (0190295 993535).

### Chansons adaptées en langues étrangères pour Françoise Hardy
C'était charmant
- Australie, 1966 : Tell them you're mine (Miller, adaptation du texte de F. Hardy / F. Hardy), SP, disques Vogue/Phono Vox (SPV-4012).

Voilà
- Italie, 1967 : Gli altri (Herbert Pagani, adaptation du texte de F. Hardy / F. Hardy), SP, disques Vogue/Vogue international industries (J 35137).

La Fin de l'été
- Italie, 1968 : Io conosco la vita (Alberto Testa (it), adaptation du texte de Jean-Max Rivière / Gérard Bourgeois), SP, Prod. Asparagus/Compagnia Generale del Disco (N 9697).

### Reprises de chansons créées par Françoise Hardy
Au fond du rêve doré
- États-Unis, septembre 2005 : Nada Surf, CD, The Weight Is a Gift, City Slang, (Slang 1034232).

- France, 10 juin 2016 : Air et Françoise Hardy, double CD (compilation), Twentyears, Parlophone (…)[16].

Mais il y a des soirs
- Québec, 1969 : Ginette Reno, LP, Ginette Reno à la Comédie canadienne '69, Grand Prix (GPS.3304), Québec.

### Samples
Voilà
- Royaume-Uni, novembre 2009, Robbie Williams : CD, Reality Killed the Video Star, Virgin Records/EMI (B002L16Q3G).
  - La boucle musicale de la chanson de Françoise Hardy a été samplée sur le titre You Know Me.

- Québec, septembre 2011, Dirty Beaches : CD, Badlands, Zoo Music.
  - La boucle musicale de la chanson de Françoise Hardy a été samplée sur le titre Lord Knows Best.

### Chansons choisies pour des films
Des ronds dans l'eau
- Italie, 2003 : Souviens-toi de moi (Ricordati di me), film réalisé par Gabriele Muccino – CD, bande originale du film, BMG/RCA (28765 77062).

Ma jeunesse fout le camp…
- France, 2011 : La Mauvaise Rencontre, téléfilm réalisé par Josée Dayan, d’après le roman de Philippe Grimbert, diffusé sur France 2.